# Ulów (województwo lubelskie)
Ulów – wieś w Polsce położona w województwie lubelskim, w powiecie tomaszowskim, w gminie Tomaszów Lubelski.

Wieś jest sołectwem w gminie Tomaszów Lubelski. Według Narodowego Spisu Powszechnego z roku 2011 wieś liczyła 325 mieszkańców.
Wierni Kościoła rzymskokatolickiego należą do parafii Opieki św. Józefa i św. Michała Archanioła w Łosińcu.

## Historia
W XVI wieku istniało w Ulowie puste uroczysko leśne, przy którym było jeziorko Niedźwiedzie należące do Werechań. W XVII wieku na miejscu uroczyska osadzono wieś. W 1660 roku Jan Sobiepan Zamoyski, wojewoda sandomierski dał braciom Zagurczykom prawo dożywocia na gruncie należącym do Huty Szarowolskiej i Huty Ciotuskiej oraz zezwolił na przyłączenie odnośnych gruntów do Ulowa. W 1792 roku wieś należała do ordynackiego klucza huciskiego.
W 1743 roku we wsi znajdowały się winnice i karczmy, a w 1776 roku wybudowano dworek na pustym gruncie włościańskim. Rejestrowano wówczas także folwark i karczmę. W 1840 roku miejscowość podlegała unickiej parafii w Łosińcu i ordynackiej gminy Rogóźno. W końcu XIX wieku istniała w Ulowie szkoła, w której uczył Lucjan Malinowski, znany slawista. Podczas kampanii wrześniowej 1939 roku we wsi bronił się 204 Pułk Piechoty pułkownika W. Eichlera, natomiast 20 września kapitulowały tutaj oddziały 23 i 55 DP oraz 3 pułku ułanów. Dnia 2 lutego 1943 roku Niemcy spacyfikowali wieś mordując 80 osób. Na terenie miejscowego cmentarza wojskowego pochowano 216 żołnierzy poległych i rozstrzelanych przez Niemców w pierwszej bitwie tomaszowskiej. W 1960 ciała ekshumowano i pochowano na cmentarzach w Tomaszowie i Łosińcu. 
W latach 1975–1998 miejscowość należała administracyjnie do województwa zamojskiego.

## Wykopaliska

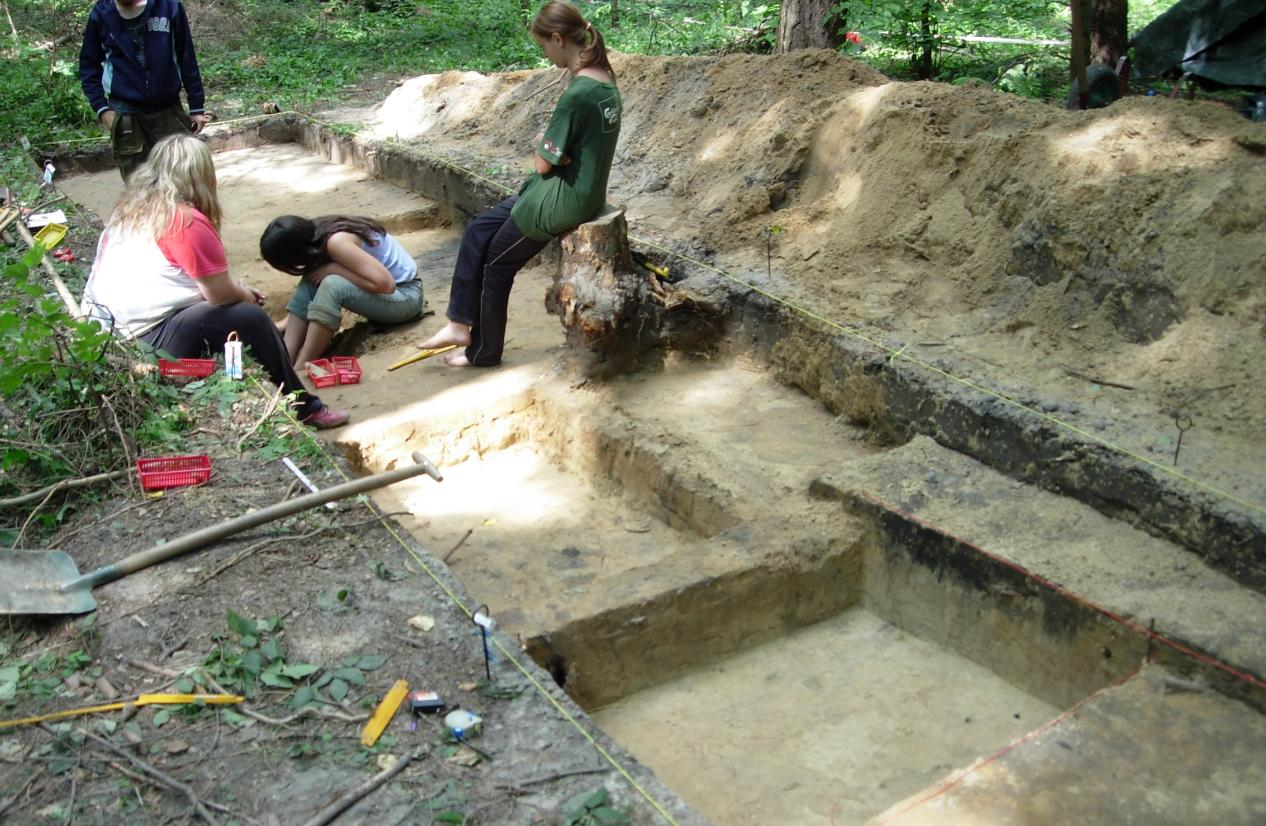
Wykopaliska archeologiczne w Ulowie w 2008 r.

W 2002 roku archeolodzy z UMCS odkryli w Ulowie dwie osady i cmentarzysko utożsamiane z ludem germańskich Herulów. Jedna z osad miała 13 ha powierzchni, druga 7, a blisko hektarowe cmentarzysko może kryć nawet do pół tysiąca pochówków. 
Ulów jest pierwszym znanym stanowiskiem herulskim na terenie rdzennej Polski, poza znanymi dotychczas odkryciami grupy olsztyńskiej z terenu Warmii i Mazur.
Stanowisko w Ulowie zaczęło być znane od 2001 roku, gdy dyrektor Muzeum Regionalnego w Tomaszowie Lubelskim Eugeniusz Hanejko zainteresował się penetrowaniem terenu przez poszukiwaczy militariów. Wieś była bowiem w 1939 roku areną dużych walk wojsk polskich z niemieckimi o Tomaszów. W spopielonych grobach archeolodzy odkrywają dziś ceramikę, metalową biżuterię, rzymskie monety i szkło. Znalezisko dorównuje swym znaczeniem odkryciom w Masłomęczu. Na miejscu opiekę nad badaniami sprawuje dr Barbara Niezabitowska, a nadzór naukowy ma prof. dr hab. Andrzej Kokowski..
Wydobyty podczas eksploracji cmentarzyska pokaźnej wielkości dobrze zachowany grot wykonany z brązu, stanowił prawdopodobnie detal z paradnego oszczepu, z profilowaną tuleją. Znalezisko to datowane jest wstępnie na okres kultury halsztackiej, czyli wczesnej epoki żelaza, rozwijającej się na terenie Europy ok. 800-400 lat p.n.e. Zdania co do datowania tego znaleziska są zresztą podzielone i np. oponenci twierdzą, że to import rzymski wykonany na terenie Cesarstwa a przywieziony tu w okresie od II wieku p.n.e. do V wieku naszej ery.